# Старо-Пластиково
Старо-Пластиково — село в России в Чучковском районе Рязанской области, входит в состав Остро-Пластиковского сельского поселения.

## Географическое положение
Село расположено в 4 км на запад от центра поселения села Остро-Пластиково и в 14 км на юго-запад от райцентра посёлка Чучково.

## История
Первоначальное построение Богородицерождественской церкви в селе относится к началу XVIII века. В 1734 году при ней показано: церковной земли 5 чети, сена 5 копен, в приходе 46 дворов. В 1793 году начато строительство деревянной церкви того же храмонаименования, в 1798 году в сентябре иерей Гавриил Лаврентьев просил об освящении новоустроенной церкви на новом антиминсе. В 1825 году глава на церкви была разбита молнией, вследствие чего прихожане просили дозволения на устройство новой главы и обшивку её железом.
В 1870 году при церкви была открыта школа, построенная на средства тогдашнего владельца села — И. В. Вернадского. После его смерти школа содержалась почётным мировым судьёй по Сапожковскому уезду — П. В. Гославским (1825—1891), чей сын, писатель и драматург Е. П. Гославский, с 1884 года преподавал в этом учебном заведении. 
В XIX — начале XX века село входило в состав Остро-Пластиковской волости Сапожковского уезда Рязанской губернии. В 1906 году в селе было 99 дворов.
С 1929 года село являлось центром Старо-Пластиковского сельсовета Чучковского района Рязанского округа Московской области, с 1937 года — в составе Рязанской области, с 2005 года — в составе Остро-Пластиковского сельского поселения.

## Население
| 1859 | 1897 | 1906 | 1981 | 2010 |
| ---- | ---- | ---- | ---- | ---- |
| 561  | ↗596 | ↗682 | ↘190 | ↘52  |